# Vinorelbine
La vinorelbine (Navelbine) est un agent anticancéreux (chimiothérapie) utilisé dans la plupart des pays du monde dans le traitement du cancer du poumon et du cancer du sein. Médicament issu de la recherche française (Centre national de la recherche scientifique et Laboratoires Pierre Fabre), elle est désormais administrée par voie orale, pour un plus grand confort et une plus grande facilité d'utilisation.